# Novica Eraković
Novica Eraković (Nikšić, 16 de marzo de 1999) es un futbolista montenegrino que juega en la demarcación de centrocampista para el A. C. Omonia Nicosia de la Primera División de Chipre.

## Selección nacional
Tras jugar en varias categorías inferiores de la selección, finalmente hizo su debut con la selección de fútbol de Montenegro en un partido amistoso contra Armenia que finalizó con un resultado de 1-0 tras un gol de Vahan Bichakhchyan.

## Clubes
| Club                 | País       | Año       | Partidos | Goles |
| -------------------- | ---------- | --------- | -------- | ----- |
| FK Lovćen (cedido)   | Montenegro | 2018-2019 | 37       | 1     |
| FK Sutjeska Nikšić   | Montenegro | 2019-2023 | 132      | 10    |
| A. C. Omonia Nicosia | Chipre     | 2023-     | 47       | 4     |